# Суперсерия BWF
Суперсерия BWF — новый бадминтонный турнир, созданный Всемирной федерацией бадминтона для популяризации спорта. О создании турнира было объявлено 14 декабря 2006 года. Двенадцать второстепенных турниров проходят в 11 странах.

## Призовые
Призовой фонд всех турниров Суперсерии составляет минимум 200,000$.
Призовые делятся как указано в таблице:
| Раунд            | Мужская одиночная категория | Женская одиночная категория | Мужская парная категория | Женская парная категория | Смешанная парная категория |
| ---------------- | --------------------------- | --------------------------- | ------------------------ | ------------------------ | -------------------------- |
| Победитель       | 8 %                         | 6.9 %                       | 7.2 %                    | 6.1 %                    | 5.8 %                      |
| Финалист         | 3.2 %                       | 2.76 %                      | 2.88 %                   | 2.44 %                   | 2.2 %                      |
| Полуфиналист     | 1.28 %                      | 1.1 %                       | 1.15 %                   | 0.975 %                  | 0.875 %                    |
| Четвертьфиналист | 0.5 %                       | 0.44 %                      | 0.5 %                    | 0.5                      | 0.5                        |
| 1/8 финала       | 0.3 %                       | 0.25 %                      | 0.4 %                    | 0.4 %                    | 0.35 %                     |
| 1/16 финала      | 0.15 %                      | 0.3 %                       | 0.3 %                    | 0.3 %                    | 0.25 %                     |

В сезоне Суперсерии 2008 года призовые в мужских и женских категориях были уравнены.

## Рейтинговые очки
Рейтинговые очки начисляются в зависимости от того, до какого раунда дошёл спортсмен, включая квалификационные раунды. Для определения участников финального турнира Суперсерии используется мировой рейтинг.
| 1 9,200 | 2 7,800 | 3—4 6,420 | 5—8 5,040 | 9—16 3,600 | 17—32 2,220 | 33—64 880 | 65—128 430 | 129—256 170 | 257—512 80 | 513—1024 40 |